# Cybianthus ptariensis
Cybianthus ptariensis är en viveväxtart som först beskrevs av Steyermark, och fick sitt nu gällande namn av J.J. Pipoly. Cybianthus ptariensis ingår i släktet Cybianthus, och familjen viveväxter. Inga underarter finns listade i Catalogue of Life.